# مشعل (أوزبكستان)
مشعل هي بلدة في مقاطعة غذار في ولاية قشقداريا في أوزبكستان.